# Antoine Roest d'Alkemade
Pour les articles homonymes, voir Roest et Alkemade (homonymie).
 Antoine Roest d’Alkemade , né le 15 avril 1782 à Dordrecht (Pays-Bas), mort le 18 décembre 1811 à Modène (Italie), est un général hollandais du Premier Empire.

## États de service
Il entre en service en 1806, comme lieutenant de hussards sous le règne de Louis Bonaparte et il est nommé capitaine, écuyer et chevalier de l’Ordre de l'Union.
En 1808, il passe lieutenant-colonel des gardes à pied et le 27 mars 1809, il devient colonel au 3e régiment de hussards. Il participe à la campagne d’Espagne et il est blessé grièvement le 27 mars 1809, à la bataille de Ciudad Réal (es). Il est nommé général-major, grand maréchal de la cour du roi et grand-croix de l'ordre de l'Union.
Après l’abdication du roi Louis Bonaparte, il reste au service de la France et il est promu général de brigade le 11 novembre 1810. Le 24 décembre 1810, il est affecté à l’armée d’Italie et il est fait chevalier de la Légion d’honneur.
Le 1er décembre 1811, il obtient un congé pour cause de maladie et il reprend du service le 13 juin 1811, comme commandant du département du Panaro à Modène.
Il meurt le 18 décembre 1811, à Modène.

## Sources
- (en) « Generals Who Served in the French Army during the Period 1789 - 1814: Eberle to Exelmans »
- Thierry Pouliquen, « Les généraux français et étrangers ayant servis [sic] dans la Grande Armée » (consulté le 5 décembre 2014)
- Antoine Jay, Etienne de Jouy, Jacques Marquet de Norvins et Antoine Vincent Arnault, Biographie nouvelle des contemporains ou dictionnaire historique et raisonné de tous les hommes qui, depuis la Révolution française ont acquis de la célébrité par leurs actions…, tome 20, Paris, Imprimerie de Plassan, 1827, 498 p. (lire en ligne), p. 443.
- (pl) « Napoléon.org.pl »
- Georges Six, Dictionnaire biographique des généraux & amiraux français de la Révolution et de l'Empire (1792-1814), Paris : Librairie G. Saffroy, 1934, 2 vol., p. 380